# Kovače
Kovače (nemško Schmieddorf) je naselje v Občini Mostič v Okraju Šentvid ob Glini na Koroškem v Avstriji.